# Анабел 2: Сътворение
„Анабел 2: Сътворение“ (на английски: Annabelle: Creation) е американски свръхестествен филм на ужасите от 2017 г. на режисьора Дейвид Ф. Сандбърг, по сценарий на Гари Добърман, и е продуциран от Питър Сафран и Джеймс Уан. Той е прелюдията на „Анабел“ (2014) и е четвъртият филм на поредицата „Заклинанието“. Във филма участват Стефани Сигман, Талита Бейтман, Антъни Лапаля и Миранда Ото.
Премиерата на филма се състои във филмовия фестивал в Лос Анджелис на 19 юни 2017 г., и е пуснат по кината в Съединените щати на 11 август 2017 г. Продължението – „Анабел 3“, е пуснато на 26 юни 2019 г.